# Венерсборг (Вашингтон)
Венерсборг (енгл. Venersborg) насељено је место без административног статуса у америчкој савезној држави Вашингтон.

## Демографија
По попису из 2010. године број становника је 3.745, што је 471 (14,4%) становника више него 2000. године.
| Група             | 2000.         | 2010.         |
| Белци             | 3.136 (95,8%) | 3.482 (93,0%) |
| Афроамериканци    | 6 (0,2%)      | 22 (0,6%)     |
| Азијати           | 14 (0,4%)     | 47 (1,3%)     |
| Хиспаноамериканци | 61 (1,9%)     | 90 (2,4%)     |
| Укупно            | 3.274         | 3.745         |